# Đại Từ (huyện)
Đại Từ là một huyện nằm ở phía tây nam tỉnh Thái Nguyên, Việt Nam.

## Địa lý

### Vị trí địa lý
Huyện Đại Từ nằm ở phía tây bắc của tỉnh Thái Nguyên, nằm cách thành phố Thái Nguyên khoảng 25 km, có vị trí địa lý:
- Phía đông giáp thành phố Thái Nguyên, thành phố Phổ Yên và huyện Phú Lương
- Phía tây giáp huyện Sơn Dương, tỉnh Tuyên Quang
- Phía nam giáp huyện Bình Xuyên và huyện Tam Đảo thuộc tỉnh Vĩnh Phúc
- Phía bắc giáp huyện Định Hóa.

### Dân số
Dân số toàn huyện khoảng 160.598 người (năm 2012). Mật độ dân số đạt 282 người/km². Các dân tộc chủ yếu tại địa bàn huyện là Kinh, Tày, Nùng, Dao, Sán Dìu phân bố khá đồng đều trên toàn huyện. Theo tổng điều tra dân số và nhà ở 1/4/2009, trong 10 năm (1999-2009) dân số của huyện giảm 2.900 người do có nhiều người di chuyển đi nơi khác.

### Khí hậu
Đại Từ có lượng mưa lớn (trung bình 1.700-1.800 mm/năm) độ ẩm trung bình 70%-80%, nhiệt độ trong năm từ 22 °C-27 °C, cao nhất trong tháng 6 năm 2013 (32 °C), lạnh nhất trong tháng 1 năm 2014 (6 °C).

### Đất đai
Tổng diện tích đất tự nhiên toàn huyện là 57.890 ha, trong đó đất nông nghiệp chiếm 26,87%; đất lâm nghiệp chiếm 45,13%; còn lại là đất phi nông nghiệp chiếm 28%. Trong tổng diện tích hiện có thì diện tích đất chưa sử dụng chiếm 17,35%, chủ yếu là đất đồi núi và sông suối.
Trên địa bàn huyện đất được hình thành bởi 8 nhóm, trong đó có 4 nhóm đất chính là:
- Đất xám mùn trên núi có: 16.400 ha chiếm tỷ lệ 28,37%
- Đất Feralit phát triển trên đá biến chất: 15.107 ha chiếm 26,14%
- Đất Feralit phát triển trên phù sa cổ: 1.3036 ha chiếm 22,55%
- Đất phù sa Gley phát triển trên phù sa cổ: 13.247 ha chiếm 22,94%

### Rừng
Diện tích rừng toàn huyện là 24.469 ha. Trong đó rừng trồng trên 9.000 ha, rừng tự nhiên 15.000 ha. Hiện nay nhiều diện tích rừng trồng đã đến tuổi khai thác, mặt khác diện tích đất có khả năng lâm nghiệp còn khá lớn, cần phủ xanh để nâng cao độ che phủ và cũng là tiềm năng để phát triển cây lâm nghiệp có giá trị cao.

### Khoáng sản
Đại Từ có khá nhiều tài nguyên khoáng sản:
- Nhóm nguyên liệu cháy: Chủ yếu là than nằm ở 8 xã của huyện là: Yên Lãng, Hà Thượng, Phục Linh, Minh Tiến, An Khánh, Cát Nê, trữ lượng lớn tập trung ở mỏ Làng Cẩm và mỏ Núi Hồng: 17 triệu tấn.
- Nhóm khoáng sản: bao gồm nhiều loại khoáng sản quý như thiếc, wolfram, vàng, chì, kẽm, barit, pyrit, granit phân bố ở nhiều xã trong huyện, trong đó tập trung nhiều nhất tại mỏ đa kim Núi Pháo, trữ lượng khoảng 100 triệu tấn.
- Vật liệu xây dựng: gồm các mỏ đất sét, đá, cát, sỏi...

## Hành chính
Huyện Đại Từ có 27 đơn vị hành chính cấp xã trực thuộc, bao gồm 2 thị trấn: Hùng Sơn (huyện lỵ), Quân Chu và 25 xã: An Khánh, Bản Ngoại, Bình Thuận, Cát Nê, Cù Vân, Đức Lương, Hà Thượng, Hoàng Nông, Khôi Kỳ, La Bằng, Lục Ba, Minh Tiến, Mỹ Yên, Phú Cường, Phú Lạc, Phú Thịnh, Phú Xuyên, Phúc Lương, Phục Linh, Tân Linh, Tân Thái, Tiên Hội, Vạn Phú, Văn Yên, Yên Lãng.

## Lịch sử
Huyện Đại Từ được đặt từ thời nhà Trần. Sách Thiên hạ lợi bệnh toàn thư chép: "Năm Vĩnh Lạc thứ 17 (1419)… dồn huyện TNông vào huyện An Định; huyện Phú Lương, huyện Đại Từ vào huyện Tuyên Hóa". Đầu nhà Lê, huyện Đại Từ thuộc phủ Thái Nguyên; năm 1466 thuộc thừa tuyên Thái Nguyên; năm 1469 thuộc thừa tuyên Ninh Sóc; năm 1490 thừa tuyên Ninh Sóc đổi lại là xứ Thái Nguyên, Đại Từ thuộc xứ Thái Nguyên, toàn huyện có 22 xã, trang.
Từ thời Tây Sơn đến đầu thời Nguyễn, hai huyện Đại Từ và Văn Lãng thuộc phủ Phú Bình (trấn Thái Nguyên, sau là tỉnh Thái Nguyên).
Năm 1835, nhà Nguyễn cắt châu Định (Định Hóa) và 3 huyện Đại Từ, Văn Lãng, Phú Lương khỏi phủ Phú Bình để lập phủ Tòng Hóa.
Thời vua Đồng Khánh (1886 - 1889), huyện Đại Từ có 7 tổng, gồm 28 xã, trang, phường; huyện Văn Lãng có 7 tổng, gồm 12 xã, trang.
Năm Khải Định thứ 6 (1922), huyện Văn Lãng gộp vào huyện Đại Từ thành huyện Đại Từ gồm 9 tổng, 38 xã.
Sau Cách mạng Tháng Tám năm 1945, bỏ cấp tổng, các xã, làng, xóm ở Đại Từ có nhiều biến động do việc phân chia địa giới hành chính và đặt tên mới cho phù hợp. Huyện Đại Từ khi đó gồm có thị trấn Đại Từ và 29 xã: An Khánh, Bản Ngoại, Bình Thuận, Cát Nê, Cù Vân, Đức Lương, Hà Thượng, Hoàng Nông, Hùng Sơn, Khôi Kỳ, Ký Phú, La Bằng, Lục Ba, Minh Tiến, Mỹ Yên, Na Mao, Phú Cường, Phú Lạc, Phú Thịnh, Phú Xuyên, Phục Linh, Phúc Lương, Phúc Thọ, Quân Chu, Tân Thái, Tiên Hội, Vạn Thọ, Văn Yên, Yên Lãng.
Năm 1965, Quốc hội ban hành quyết định sáp nhập 2 tỉnh Thái Nguyên và Bắc Kạn thành tỉnh Bắc Thái, huyện Đại Từ thuộc tỉnh Bắc Thái.
Ngày 27 tháng 10 năm 1967, thành lập thị trấn nông trường Quân Chu.
Ngày 1 tháng 10 năm 1983, xã Phúc Thọ (xã có nhiều diện tích đất đai bị chìm trong lòng Hồ Núi Cốc) sáp nhập với các xóm Tân Thắng, Đồng Đẳng của xã Phúc Thuận (huyện Phổ Yên), xóm Yên Ninh của xã Phúc Trìu (huyện Đồng Hỷ) thành xã Phúc Tân thuộc huyện Đồng Hỷ. Đồng thời, xóm Quyết Tiến của xã Tân Thái sáp nhập vào xã Bình Thuận.
Huyện Đại Từ còn lại thị trấn Đại Từ, thị trấn nông trường Quân Chu và 28 xã: An Khánh, Bản Ngoại, Bình Thuận, Cát Nê, Cù Vân, Đức Lương, Hà Thượng, Hoàng Nông, Hùng Sơn, Khôi Kỳ, Ký Phú, La Bằng, Lục Ba, Minh Tiến, Mỹ Yên, Na Mao, Phú Cường, Phú Lạc, Phú Thịnh, Phú Xuyên, Phục Linh, Phúc Lương, Quân Chu, Tân Thái, Tiên Hội, Vạn Thọ, Văn Yên, Yên Lãng.
Ngày 6 tháng 11 năm 1996, tỉnh Thái Nguyên được tái lập từ tỉnh Bắc Thái, huyện Đại Từ thuộc tỉnh Thái Nguyên.
Ngày 10 tháng 4 năm 1999, xã Phục Linh được chia thành 2 xã: Phục Linh và Tân Linh.
Ngày 13 tháng 1 năm 2011, thị trấn Quân Chu được thành lập trên cơ sở một phần diện tích và dân số của hai xã Quân Chu và Cát Nê sau khi giải thể thị trấn nông trường Quân Chu.
Ngày 13 tháng 12 năm 2013, sáp nhập xã Hùng Sơn vào thị trấn Đại Từ để thành lập thị trấn Hùng Sơn.
Ngày 14 tháng 5 năm 2019, Bộ Xây dựng ký Quyết định số 371/QĐ-BXD, công nhận thị trấn Hùng Sơn là đô thị loại IV thuộc huyện Đại Từ, tỉnh Thái Nguyên.
Ngày 10 tháng 4 năm 2023, sáp nhập xã Quân Chu vào thị trấn Quân Chu.
Ngày 24 tháng 10 năm 2024, Ủy ban Thương vụ Quốc hội ban hành Nghị quyết số 1240/NQ-UBTVQH15 về việc sắp xếp đơn vị hành chính cấp xã của tỉnh Thái Nguyên giai đoạn 2023–2025 (nghị quyết này có hiệu lực từ ngày 1 tháng 12 năm 2024). Theo đó:
- Sáp nhập hai xã Vạn Thọ và Ký Phú thành xã Vạn Phú
- Giải thể xã Na Mao, địa bàn sáp nhập vào các xã Phú Xuyên và Phú Cường.

Huyện Đại Từ có 2 thị trấn và 25 xã như hiện nay.

## Cơ sở hạ tầng
- Giao thông vận tải: Hệ thống tỉnh lộ dài 80 km, hơn 400 km đường giao thông liên xã. Quốc lộ 37 nối huyện Đại Từ với huyện Sơn Dương tỉnh Tuyên Quang dài 32 km. Tuyến đường sắt Quan Triều – Núi Hồng chạy qua hệ thống các tuyến đường giao thông trong huyện. Tuy nhiên đa phần các tuyến giao thông liên huyện, liên xã có chất lượng chưa tốt.
- Điện: Hệ thống điện lưới quốc gia đã đảm bảo cung cấp cho 31/31 xã, thị trấn với trên 90% dân số được sử dụng điện sinh hoạt.
- Thủy lợi: Hệ thống các công trình thủy lợi cơ bản đã đáp ứng nhu cầu tưới tiêu cho trên 60% diện tích đất canh tác.

## Di tích
Đại Từ là nơi ra đời của tổ chức cơ sở Đảng Cộng sản Việt Nam đầu tiên của tỉnh Thái Nguyên. Trên địa bàn huyện có 162 địa điểm di tích lịch sử văn hoá đã kiểm kê và 4 di tích được xếp hạng cấp quốc gia.
Các di tích lịch sử văn hóa quan trọng: 
- Nơi kỷ niệm ngày Thương binh - Liệt sĩ (27 tháng 7): là một ngôi chùa thuộc thị trấn Hùng Sơn, được nhà nước tôn tạo và được xếp hạng di tích lịch sử văn hóa cấp quốc gia ngày 17/7/1997. Với diện tích 3000m² gồm: nhà lưu niệm; bia là tảng đá vân mây trắng hình trụ, chóp nhọn, cao hơn 3m, rộng gần 3m, nặng gần 7 tấn. Nơi đây ngày 27/7/1947, 300 cán bộ, bộ đội và đại diện các tầng lớp nhân dân địa phương họp mặt nghe công bố thư Bác Hồ, ghi nhận sự ra đời ngày Thương binh liệt sĩ ở nước ta.
- 11 xã được Nhà nước công nhận là xã ATK trong kháng chiến chống Pháp
- Núi Văn, núi Võ: nằm dưới chân núi Tam Đảo thuộc 2 xã Văn Yên - Ký Phú, cách khu du lịch hồ Núi Cốc 15 km về phía tây bắc. Một di tích gắn với tên tuổi và quê hương vị danh tướng Lưu Nhân Chú với những đóng góp to lớn cho cuộc kháng chiến chống giặc Minh thế kỷ 15 và triều đại nhà Lê. Ông đã từng dự hội thề Lũng Nhai năm 1416 kết nghĩa anh em với Lê Lợi. Những năm 1425 -1426 Lưu Nhân Chú chỉ huy nhiều cuộc khởi nghĩa đánh đuổi giặc Minh, chiến tích năm 1427 tại ải Chi Lăng chém tướng giặc Liễu Thăng đánh tan 10 vạn quân viện binh. Ông cùng hoàng tử Từ Tế (con trai cả vua Lê Lợi) xây thành Đông Quan và cũng chính bản thân ông đã làm sứ giả đàm phán buộc Vương Thông rút quân về nước để nước Đại Việt được thái bình. Năm 1485, vua Lê Thánh Tông đã truy phong ông tước "Thái phó vinh quốc công". Khu di tích núi Văn, núi Võ được nhà nước xếp hạng cấp quốc gia. Dấu tích cùng với truyền thuyết đẹp gắn với danh tướng Lưu Nhân Chú và đội nghĩa binh của ông.

## Kinh tế

### Nông nghiệp
Cây trồng lương thực (lúa, ngô) và đặc biệt cây chè là thế mạnh của huyện. Các cây công nghiệp ngắn ngày chính gồm lạc, đậu tương...
Cây chè là cây kinh tế mũi nhọn, là cây tạo ra sản phẩm hàng hoá vừa xuất khẩu, vừa tiêu thụ nội địa. Diện tích toàn huyện có 5.124 ha, trong đó chè kinh doanh có 4.470 ha, hàng năm cho sản lượng búp tươi đạt trên 30 ngàn tấn. Cây chè của Đại Từ nói riêng và Thái Nguyên nói chung hiện nay không ngừng cải thiện chất lượng. Giống chè trung du cũ cho năng xuất thấp và chất lượng kém cạnh tranh đang dần được thay thế bằng những giống chè mới LDP1, 777, Bát Tiên v.v là những chè đã được nghiên cứu và chọn lọc từ viện nghiên cứu cây chè Việt Nam, Viện khoa học nông nghiệp. Các giống chè này năng xuất lớn và chất lượng tốt đang góp phần cải nâng cao chất lượng nguyên liệu đầu vào cho các máy chè đồng thời tạo thu nhập tốt hơn cho người dân trồng chè. Giống cây chè nói riêng và nhiều giống cây khác có giá trị cao phục vụ cho nông nghiệp, trồng rừng, cây sinh thái cảnh quan...nhằm tạo đa dạng sinh học cho môi trường và lấy gỗ cho các ngành sản xuất khác đang được các vườn giống trong huyện ứng dụng công nghệ sinh học trong quá trình gieo trồng rất tốt đáp ứng không chỉ nhu cầu trong huyện trong tỉnh mà còn bán sang nhiều tỉnh lân cận. Đặc biệt trong lĩnh vực này hiện nay một số hộ gia đình kinh doanh cá thể cũng rất mạnh dạn đầu tư và làm chủ công nghệ tạo ra được những vườn giống tốt có quy mô rất lớn và chuyên nghiệp. Họ còn tham gia sản xuất cây giống cho chương trình hợp tác phát triển Đức Deutscher Entwicklungs Dients (DED) được các chuyên viên của tổ chức này đánh giá cao. Ngành sản xuất cây chè và giống cây trồng hiện đang có thể là điểm sáng của nông nghiệp Đại Từ đem lại nguồn thu nhập đáng kể cho người dân trong những năm gần đây.

### Công nghiệp
Chủ yếu là khai thác, sơ chế khoáng sản và chế biến nông sản. Huyện có 2 mỏ than là mỏ Làng Cẩm, xã Phục Linh và mỏ Núi Hồng, xã Yên Lãng. Dự án mỏ đa kim Núi Pháo do công ty trách nhiệm hữu hạn khai thác chế biến khoáng sản Núi Pháo làm chủ đầu từ bắt đầu được triển khai từ năm 2010.

### Du lịch
Điểm du lịch quan trọng nhất của Đại Từ là khu du lịch Hồ Núi Cốc với diện tích 25 km², dung tích 175 triệu m³. Đây là khu du lịch thu hút nhiều khách trong và ngoài tỉnh đến nghỉ và tham quan, đồng thời cũng là nơi cung cấp nước phục vụ sản xuất và nước sinh hoạt cho các huyện phía nam của tỉnh Thái Nguyên. Khu du lịch hồ Núi Cốc có nhiều hoạt động dịch vụ vui chơi, giải trí, tham quan và nghỉ dưỡng như: du thuyền trên mặt hồ thăm các đảo, thăm huyền thoại cung (nghe kể truyền thuyết câu chuyện tình thủy chung chàng Cốc - nàng Công), thăm công viên cổ tích, vườn thú, Vui chơi tắm mát ở công viên nước. Tại đây có hệ thống khách sạn, nhà hàng ăn uống phong phú từ bình dân đến cao cấp.
Ngoài ra còn có một số điểm di tích lịch sử khác như: Núi Văn - Núi Võ ở Văn Yên và Ký Phú; Di tích 27/7 (xã Hùng Sơn), Khu đài tưởng niệm Thanh niên xung phong (xã Yên Lãng); Khu di tích chiến khu Nguyễn Huệ (xã Yên Lãng); Nơi thành lập chi bộ Đảng đầu tiên (xã La Bằng) và các khu du lịch sinh thái Vườn Quốc gia Tam Đảo trải dài trên 11 xã.
Đại Từ còn là nơi nối liền khu di tích lịch sử ATK (huyện Định Hoá) với Tân Trào (tỉnh Tuyên Quang).